# Église Saint-Blaise de La Godivelle
L'église Saint-Blaise est une église de style roman auvergnat située à La Godivelle, dans le département français du Puy-de-Dôme en région Auvergne-Rhône-Alpes.

## Localisation
L'église Saint-Blaise se dresse, à 1 200 mètres d'altitude, au centre du village de La Godivelle, entre le  Lac d'En-Haut (lac de cratère d'origine volcanique) et le Lac d'En-Bas (lac d'origine glaciaire), au cœur du massif du Cézallier.

## Historique
La nef et le chœur ont été édifiés aux XIe et XIIe siècles.
Le clocher, détruit à la Révolution, a été reconstruit au XIXe siècle.
L'église a été inscrite au titre des monuments historiques en 2022.

## Architecture
L'église de La Godivelle, couverte d'ardoise, est édifiée en pierre de taille assemblée en très grand appareil.
Elle est principalement connue pour son beau chevet roman du XIIe siècle constitué d'une abside semi-circulaire unique ornée de courts pilastres très saillants surmontés chacun d'une courte colonne.
Ce chevet est surmonté d'une corniche largement débordante soutenue par six modillons sculptés représentant six des sept péchés capitaux, : la luxure, l'orgueil, la colère, la paresse, l'envie et l'avarice.
Le septième péché capital, la gourmandise, est représenté juste au-dessus de la fenêtre axiale du chevet.
L'église possède également un portail encadré de fines colonnes supportant une archivolte ogivale.
L'église possède en particulier un vitrail avec une représentation intéressante du symbole de la Trinité

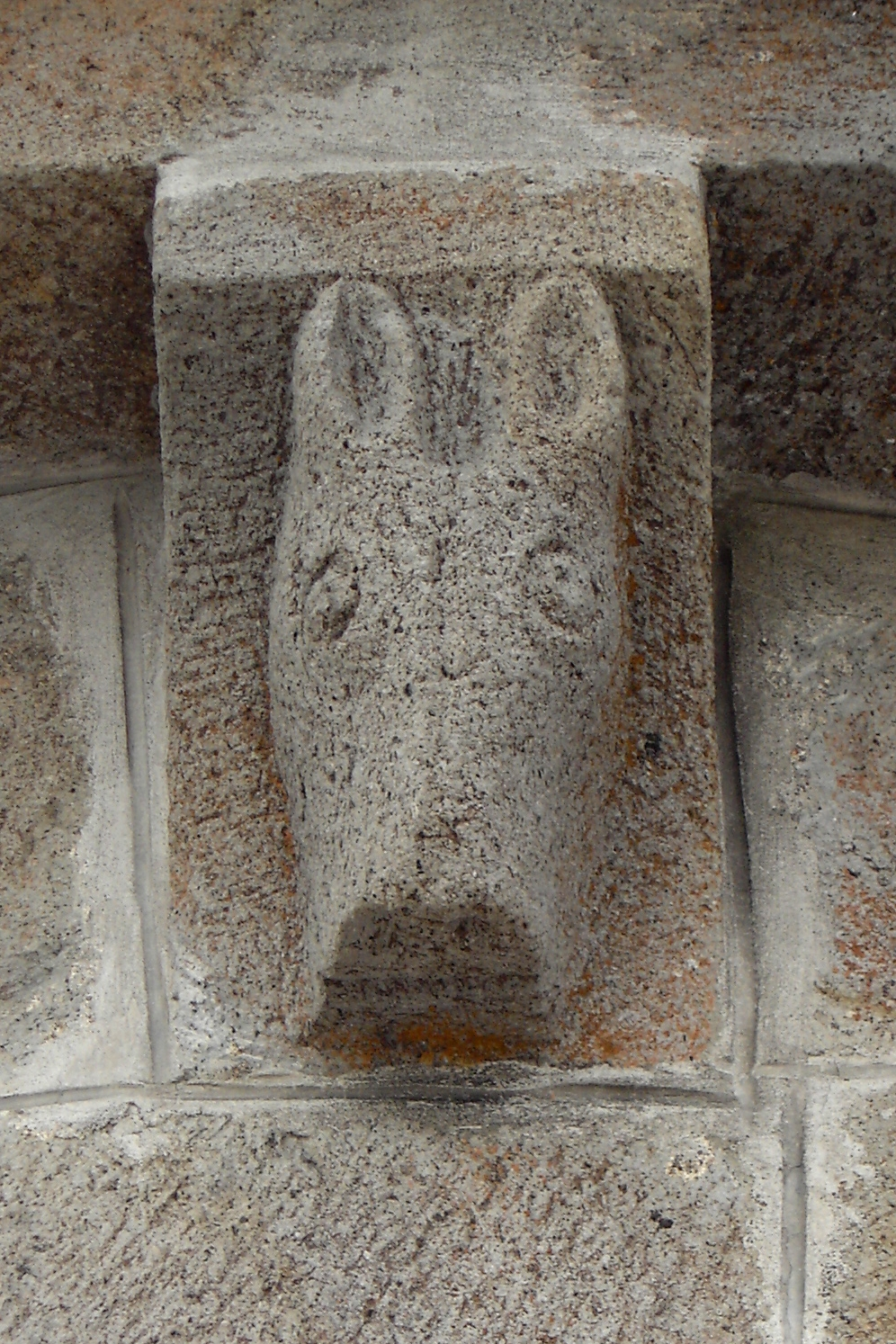
La paresse.
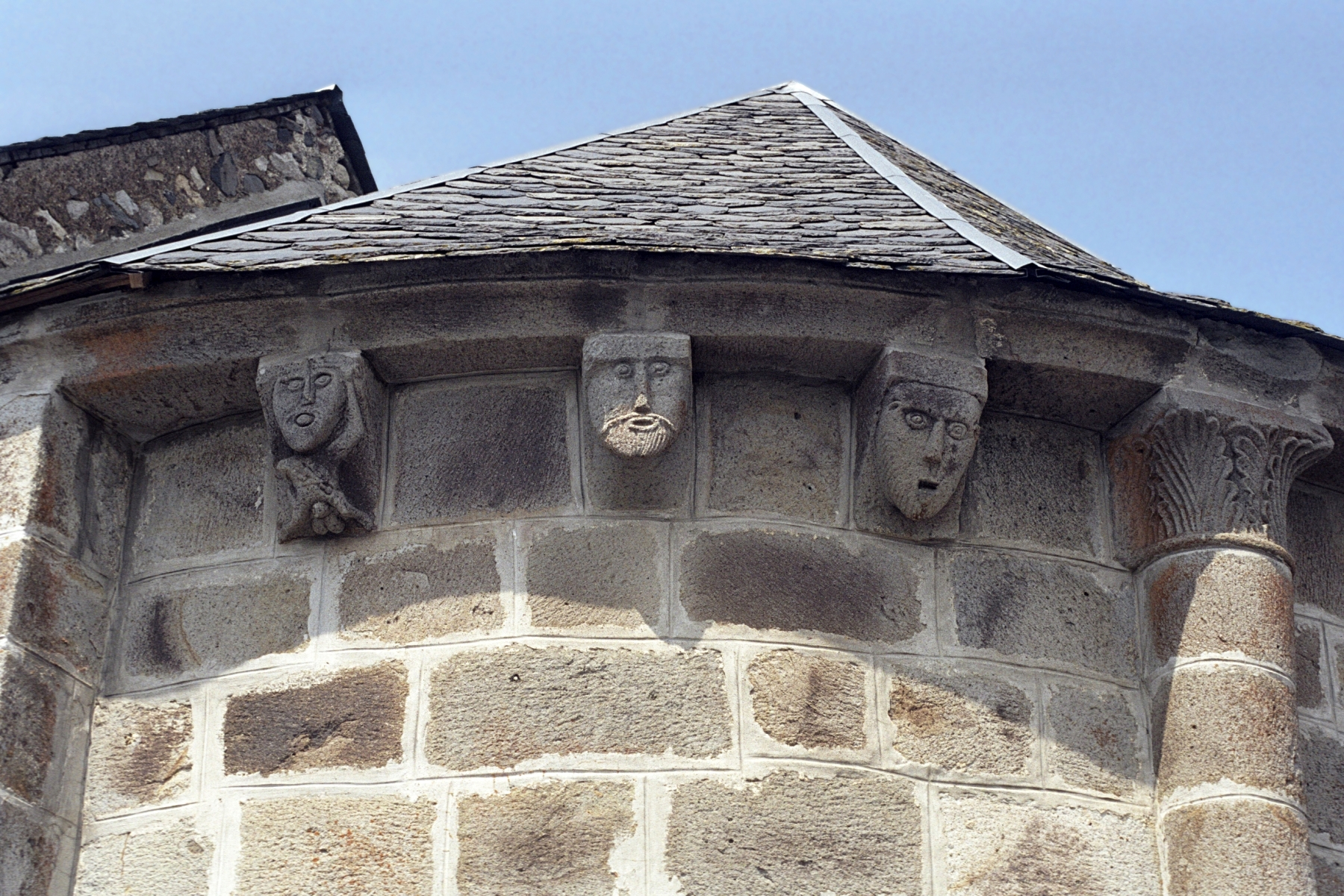
La luxure, l'orgueil et la colère.
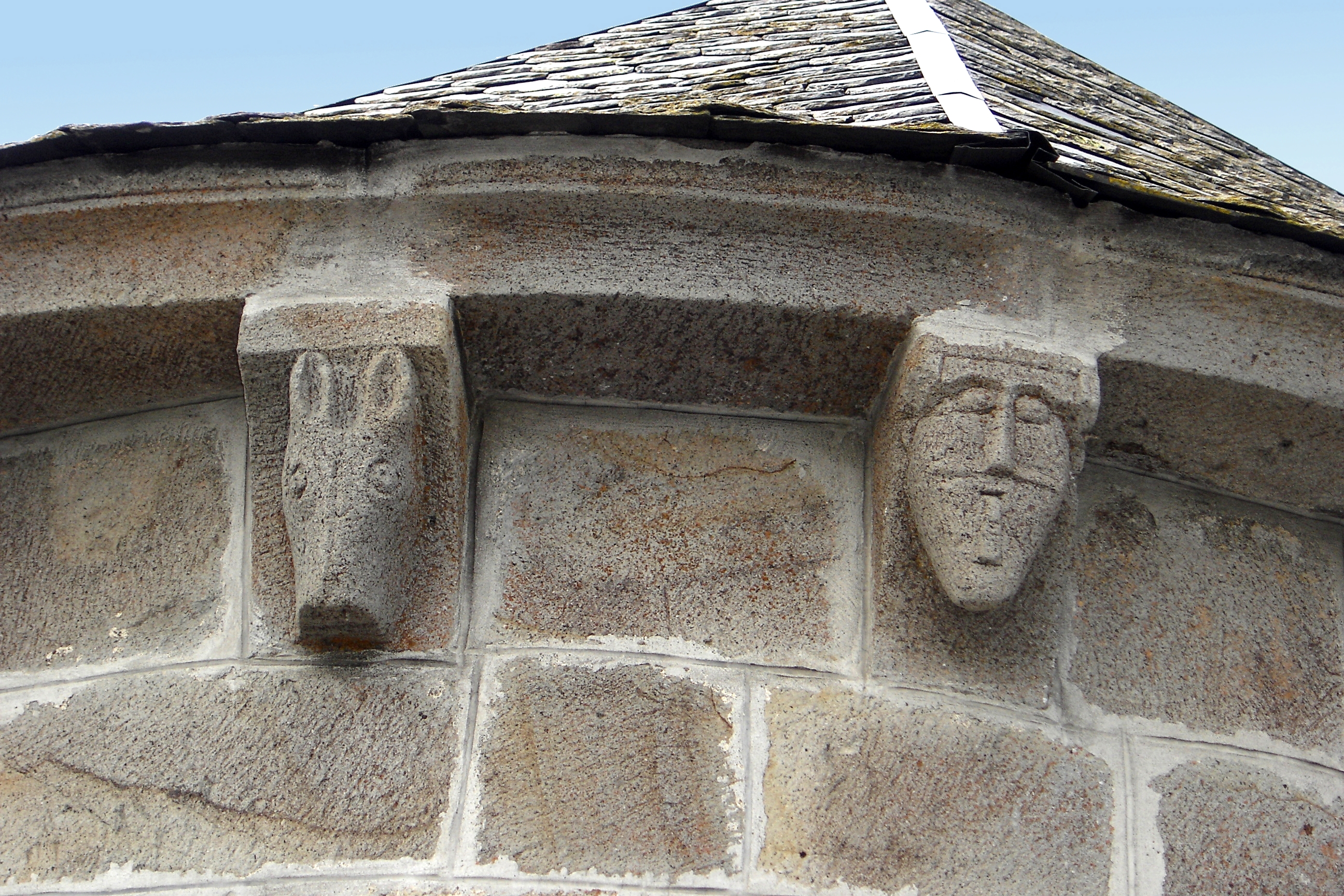
La paresse et l'envie.

## Références

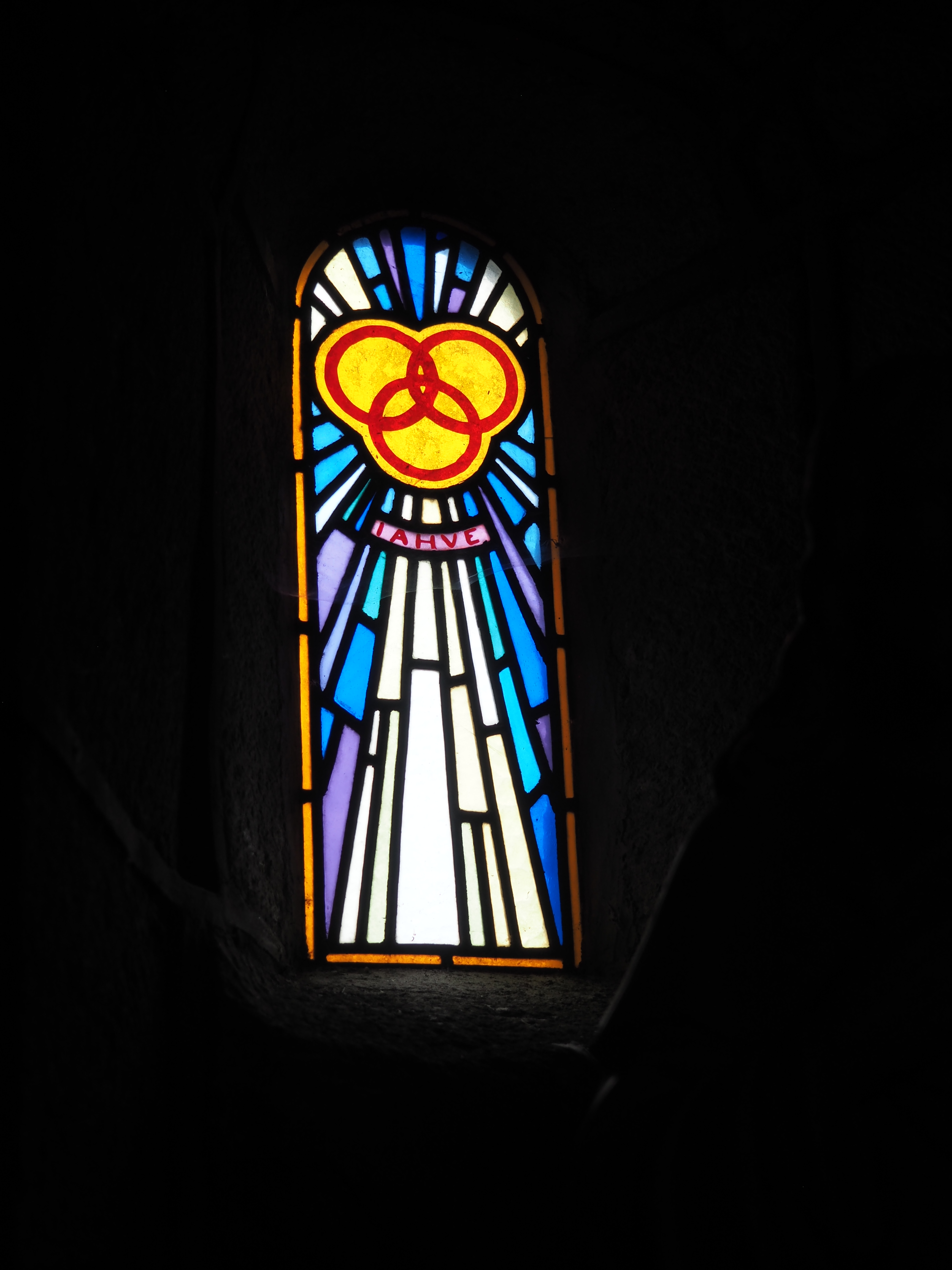
La Trinité sur un vitrail de l'église Saint-Blaise de La Godivelle dans le Puy-de-Dôme.